# Arthur Hohl
Arthur Hohl (Pittsburgh, 21 maggio 1889 – Los Angeles, 10 marzo 1964) è stato un attore statunitense.

## Biografia
Iniziò a recitare per il cinema all'inizio degli anni venti e interpretò un gran numero di ruoli malvagi o di furfanti, solitamente da comprimario, ma ha anche alcuni personaggi positivi.
Tra le sue interpretazioni più note, da ricordare quella di Pete, il malvagio ingegnere navale che racconta allo sceriffo locale del matrimonio interrazziale segreto di Julie (Helen Morgan) e di suo marito (Donald Cook) in La canzone di Magnolia (1936), e del signor Montgomery, l'uomo che aiuta Richard Arlen e Leila Hyams a fuggire in L'isola delle anime perdute (1932). Interpretò inoltre il ruolo di Bruto, al fianco di Warren William (Giulio Cesare), in Cleopatra (1934) di Cecil B. DeMille, con Claudette Colbert.
Tra gli altri suoi ruoli notevoli quello di Olivier, braccio destro del re Luigi XI, in Notre Dame (1939), dell'agente immobiliare in Monsieur Verdoux (1947) di Charlie Chaplin, e di Journet, un locandiere in lutto che cerca di vendicare l'omicidio di sua figlia nel film L'artiglio scarlatto (1944), con Basil Rathbone (Sherlock Holmes). Hohl interpretò inoltre un cristiano di nome Titus nell'epopea religiosa Il segno della croce (1932) di Cecil B. DeMille. Molte fonti affermano che Hohl interpretò un monaco nel film Bernadette (1943), ruolo di cui però non vi è traccia nella pellicola.
Hohl apparve anche sui palcoscenici di Broadway in opere di William Shakespeare, George Bernard Shaw e Henrik Ibsen. Alcuni dei suoi ruoli teatrali, come Sir Andrew Aguecheek in un revival di Broadway del 1930 di La dodicesima notte, furono considerevolmente più rilevanti dei suoi ruoli cinematografici.
Sposato dal 1920 con Jessie E. Gray, Hohl morì nel 1964. La coppia non ebbe figli.

## Filmografia parziale
- Wolfe and Montcalm, regia di Kenneth S. Webb - cortometraggio (1924)
- Private Detective 62, regia di Michael Curtiz (1933)
- College Coach, regia di William A. Wellman (1933)
- La seconda aurora (The Life of Jimmy Dolan), regia di Archie Mayo (1933)
- Un popolo in ginocchio (Massacre), regia di Alan Crosland (1934)
- Romance in Manhattan, regia di Stephen Roberts (1935)
- Giuramento di sangue (20 Mule Team), regia di Richard Thorpe (1940)